# Айгульское озеро
Айгу́льское о́зеро (укр. Айгу́льське озеро, крымскотат. Ayğul gölü, Айгъул голю) — солёное озеро, расположенное в северо-восточной части Красноперекопского района; 3-е по площади озеро Крыма. Площадь водного зеркала — 37,5 км², 37 км², 27,5 км². Тип общей минерализации — солёное. Происхождение — лиманное. Группа гидрологического режима — бессточное. Другие названия: Большо́е Айгу́льское, Кы́рское, Большо́й Кырк.

## География
Входит в Перекопскую группу озёр, где является крупнейшим. Длина — 18 км. Ширина средняя — 2,0 км, наибольшая — 4,5 км. Глубина средняя — 2 м, наибольшая — 4,5 м. Высота над уровнем моря — −0,1 м (урез воды на северном берегу), −3,2 м. Озеро используется как хранилище рапы, которую перекачивают из залива Сиваш для нужд предприятий химической промышленности.
Ближайшие населённые пункты: село Красноармейское расположено на западном берегу; сёла Новоалександровка и Богачёвка — южнее озера, Томашевка — восточнее. Также у озера расположено 4 исчезнувших села: Камышевка — северней озера, Якиш-Кашкара — западней, Днестровка, Ас и Найман — восточней. В озеро впадает река Источная.
Озеро имеет неправильную продолговато-овальную форму, оно вытянуто в направлении с северо-запада на юго-восток. Западнее расположено Кирлеутское озеро, восточнее южной части водоёма — озеро Чайка. Южная часть котловины сужена, северная расширена. Протяжённость с севера на восток превышает протяжённость с запада на восток примерно в девять раз. По спрямлённым руслам рек Источная (ГК-19), Целинная (ГК-20), Сиваш (ГК-21) и балке Выгонная (СК-1) коллекторно-дренажные воды поступают в озеро Айгульское (его южную часть). Общая площадь водосбора озера 213 км². Береговая линия северной части озера и острова на севере озера местами обрывистые, без пляжей, высотой 2, 3 и 6 м. На берегах гнездятся птицы, поскольку оно как и Кирлеутское не загрязнено от деятельности химической промышленность, в отличие от других озёр Перекопской группы. По центру от центра к югу озера расположены острова Майорские, на крупнейшем из них расположен артезианский колодец мощность 5000 л/ч.
Солёность на протяжении года колеблется от 140 до 220 ‰. Дно укрыто слоем ила толщиной 8-9 м.   
Среднегодовое количество осадков — менее 400 мм. Питание: атмосферные осадки, подземные воды Причерноморского артезианского бассейна, сбросные и дренажные воды.

## Этимология
Айгульское или Кырское озеро: аи — луна; аи, айя — в древнетюркском языке «почитать» (созвучно с гр. аи — святой); кырк — РПИ ногайцев, каракалпаков; видимо, в названии Кырское утерян звук «к».